# リヒテルズ直子
リヒテルズ 直子（リヒテルズ なおこ、Drs. Naoko Yasumoto Richters、1955年（昭和30年）2月3日 - ）は、オランダ在住の日本の教育研究者。オランダの教育制度、特に「教育の自由」について、またオランダにおけるオルタナティブ教育、市民性教育、性教育、また社会学者の立場からはオランダの現在の政治動向や公共政策に関する研究への造詣が深い。ドイツで生まれオランダで広く普及したイエナプラン教育についての研究では日本における第一人者と言える。オランダの教育や社会事情に関する著書・訳書を多数著している。日蘭両国の教育・社会交流の架け橋としても活動している。現在の国籍はオランダ。

## 来歴
山口県下関市生まれ(福岡育ち)。九州大学大学院で修士課程（比較教育学）と博士課程（社会学）を修了。博士課程在学中の1981年から2年間国際教育交流財団（通称石坂財団）の奨学生としてマレーシアのマラヤ大学に研究留学。1983年から1996年までオランダ人の夫とともにケニア、コスタリカ、ボリビアに歴住。この間、２児の育児の傍ら、英語およびスペイン語の通訳・翻訳業、また現地大学での講義などを受け持つ。1996年よりオランダ在住。

## 著書
- 『今こそ日本の学校に! イエナプラン実践ガイドブック』教育開発研究所(2019/8/30)
- 『親子が幸せになる 子どもの学び大革命ほんの木(2018/9/2)保坂展人との共著
- 『０歳からはじまる オランダの性教育』日本評論社（2018年6月）
- 『イエナプラン教育　共に生きることを学ぶ学校』（３分冊：１イエナプラン教育って何？　２イエナプラン教育をやってみよう　３イエナプラン 教育と共に歩む）Kindle版ほんの木（2017年8月）（翻訳書・原著はヒュバート・ウィンタースとフレーク・フェルトハウズ著オランダ語版）
- 『公教育をイチから考えよう』日本評論社（2016年8月）苫野一徳との共著
- 『いま「開国」の時、ニッポンの教育』ほんの木（2009年05月） 尾木直樹（尾木ママ)との共著
- 『てつがくおしゃべりカード (哲学カード)』ほんの木 (2017/6/15)
- 『学習する学校――子ども・教員・親・地域で未来の学びを創造する』（翻訳書・原著はピーター・センゲ他著英語版）英治出版(2014/1/30)
- 『愛を持って見守る子育て』カンゼン（2014年4月）
- 『祖国よ安心と幸せの国となれ』（2011年9月）
- 『オランダの共生教育』平凡社（2010年10月）
- 『残業ゼロ授業料ゼロで豊かな国オランダ』光文社（2008年9月）
- 『オランダの個別教育はなぜ成功したのか』平凡社(2006/9/1)
- 『オランダの教育』平凡社（2004年9月）
- 『地球を渡る風の音』西日本新聞社（1996年）
- DVD『明日の学校に向かって：オランダ・イエナプラン 教育に学ぶ」グローバル教育情報センター（2015年）
- DVD『教育先進国リポート　オランダ入門編」グローバル教育情報センター（2013年）

## 受賞
2011年、イエナプラン教育普及の貢献者に送られるエイル賞を受賞